# Apol·loni Glaucus
Apol·loni Glaucus (en llatí Apollonius Glaucus, en grec Άπολλώνιος) va ser un metge grec del segle ii o una mica anterior. Una obra seva, Sobre les infeccions internes, és esmentada per Celi Aurelià.